# Yitan
Yitan (kinesiska: 宜潭, 宜潭乡) är en socken i Kina. Den ligger i provinsen Hunan, i den södra delen av landet, omkring 210 kilometer söder om provinshuvudstaden Changsha. Antalet invånare är 39297. Befolkningen består av 18 881 kvinnor och 20 416 män. Barn under 15 år utgör 20,0 %, vuxna 15-64 år 70 %, och äldre över 65 år 9,0 %.
Genomsnittlig årsnederbörd är 1 812 millimeter. Den regnigaste månaden är maj, med i genomsnitt 313 mm nederbörd, och den torraste är oktober, med 27 mm nederbörd.